# Lista de filmes com temática LGBT de 1981
Esta é uma lista de filmes que contém personagens e/ou temática lésbica, gay, bissexual, ou transgênera lançados em 1981.

| Título                                         | Diretor                                            | País                        | Gênero                  | Elenco                                                                                             | Anotações |
| ---------------------------------------------- | -------------------------------------------------- | --------------------------- | ----------------------- | -------------------------------------------------------------------------------------------------- | --- |
| Achter glas                                    | Ab van Ieperen                                     | Países Baixos               | Romance                 | Joop Admiraal, Ria Beckers, Wim Bloemendaal, Jan de Boer, Beer Bossu, Marjon Brandsma              | Um radialista se apaixona por um limpador de vidros, mas os dois tem vidas muito diferentes                                     |
| Asa Branca: Um Sonho Brasileiro                | Djalma Limongi Batista                             | Brasil                      | Comédia, Drama          | Edson Celulari, Eva Wilma, Walmor Chagas, Geraldo Del Rey, Gianfrancesco Guarnieri                 | [ 2 ] |
| Bilibid Gays                                   | Jose ‘Pepe’ Wenceslao                              | Filipinas                   | Comédia                 | Tito Sotto, Vic Sotto, Joey de Leon, Al Tantay, Alfie Anido, William Martinez                      | Três amigos gays são falsamente acusados de assassinato e presos                                                                |
| Der Bockerer                                   | Franz Antel                                        | Áustria                     | Drama                   | Karl Merkatz, Alfred Böhm, Sieghardt Rupp, Gustav Knuth, Klausjürgen Wussow, Ida Krottendorf       | [ 4 ] |
| Caligula et Messaline                          | Bruno Mattei, Antonio Passalia, Jean-Jacques Renon | Itália, França              | Erótico, Histórico      | Vladimir Brajovic, Betty Roland, Françoise Blanchard, Raul Cabrera, Gino Turini, Angelo Arquilla   | [ 5 ] |
| Christiane F. – Wir Kinder vom Bahnhof Zoo     | Ulrich Edel                                        | Alemanha Ocidental          | Drama                   | Natja Brunckhorst, Rainer Wölk, Jan Georg Effler, Christiane Reichelt, Daniela Jaeger, David Bowie | Baseado no livro de não ficção Wir Kinder vom Bahnhof Zoo, de Kai Hermann e Horst Rieck                                         |
| Los chulos                                     | Mariano Ozores                                     | Espanha                     | Comédia                 | Andrés Pajares, Fernando Esteso, Jenny Llada, María Isbert, Florinda Chico, Ricardo Merino         | [ 6 ] |
| La confusion des sentiments                    | Etienne Périer                                     | França                      | Drama                   | Michel Piccoli, Pierre Malet, Gila von Weitershausen, Heinz Weiss, Richard Lauffen, Käte Jaenicke  | Um professor de meia idade se apaixona por um de seus alunos                                                                    |
| A Coupla White Faggots Sitting Around Talking  | Michel Auder                                       | EUA                         | Comédia                 | Alexandra Auder, Geoffrey Carey, Jackie Curtis, Gary Indiana, Florence Lambert, Taylor Mead        | Um inocente jovem gay passa a morar com sua irmã e se envolve nas vidas dos vizinhos                                            |
| Culo e camicia                                 | Pasquale Festa Campanile                           | Itália                      | Comédia                 | Enrico Montesano, Daniela Poggi, Gianni Agus, Gino Pernice, Umberto Zuanelli, Ennio Antonelli      | trad. Bunda e Camisa |
| Desire                                         | Alan Ingram                                        | Austrália                   | Curta, Documentário     | Rrats Bander, Ritchie Finger, Michael Hannon, Michael Lore, Simon Reptile, Marcus Saville          | Sobre infanticídio feminino |
| Downtown ’81                                   | Edo Bertoglio                                      | EUA                         | Comédia, Biográfico     | Jean-Michel Basquiat, Saul Williams, Anna Shroeder, Debbie Harry, Giorgio Giomelsky, Coati Mundi   | Filmado em 1981, lançado em 2001                                                                                                |
| Drag Ball                                      | John Samson                                        | Reino Unido                 | Curta                   | | Filmagem de um baile drag em Edimburgo                                                                                          |
| Fear No Evil                                   | Frank LaLoggia                                     | EUA                         | Horror                  | Stefan Arngrim, Elizabeth Hoffman, Kathleen Rowe McAllen, Frank Birney, Daniel Eden, John Holland  | Um adolescente descobre que ele está destinado a se tornar a personificação de Satã na Terra                                    |
| Flesh on Glass                                 | Ann Turner                                         | Austrália                   | Curta, Drama            | Lisa Dombroski, Penelope Stewart, Ian Scott                                                        | Se sentindo culpada por se apaixonar por sua cunhada, uma mulher fica obcecada com o sobrenatural                               |
| Frankfurt Kaiserstraße                         | Roger Fritz                                        | Alemanha Ocidental          | Ação, Suspense          | Michaela Karger, Dave Balko, Hanno Pöschl, Ute Zielinski, Gene Reed, Kurt Raab                     | Depois que seu namorado entra para o exército, uma garota vai morar em Frankfurt                                                |
| Gay Club                                       | Ramón Fernández                                    | Espanha                     | Comédia                 | Manuel Alexandre, Francisco Algora, Rafael Alonso, Amel Amor, Marciano Buendía, Florinda Chico     | Um grupo de amigos tenta abrir uma boate gay na Andaluzia                                                                       |
| Gently Down the Stream                         | Su Friedrich                                       | EUA                         | Curta                   | | Composto de 14 sonhos descritos no diário da diretora                                                                           |
| HANDsome                                       | Tim Kincaid                                        | EUA                         | Erótico                 | Roy Garrett, Ron Clayton, J.D. Slater, Rick Youngblood, Bill Geary, Robert West                    | Um homem viaja de Los Angeles até Nova Iorque de moto                                                                           |
| Jean Genet: Entretien avec Antoine Bourseiller | Antoine Bourseiller                                | França                      | Documentário            | Jean Genet, Roger Blin, Jean-Quentin Chatelain, Gerard Desarthe, Alberto Giacometti                | Entrevista com o artista, escritor, e ativista gay, Jean Genet                                                                  |
| Lol: A Bona Queen of Fabularity                | Angela Pope                                        | Reino Unido                 | Curta, Documentário     | Lorri Lee                                                                                          | Sobre a drag queen Lorri Lee |
| Madame Wang’s                                  | Paul Morrissey                                     | EUA                         | Comédia, Drama          | Joan Agajanian Quinn, Paul Ambrose, Susan Blond, Virginia Bruce, William Edgar, Christina Indri    | Um sadomasoquista da Alemanha Oriental vai a Los Angeles para convencer a Jane Fonda a ajudá-lo a liderar uma revolução         |
| Male Sexuality (Gay Life)                      | Judy Jackson                                       | Reino Unido                 | Curta                   | | [ 21 ] |
| Manderley                                      | Jesús Garay                                        | Espanha                     | Drama                   | Otto Apuy, Jorge Artajo, Felipe de Paco, Montse Ester, Juan Ferrer, Enrique Ibáñez                 | Três amigos gays decidem passar o verão juntos no chalé dos pais de um deles em Santander                                       |
| Nessuno è perfetto                             | Pasquale Festa Campanile                           | Itália                      | Comédia, Drama, Romance | Renato Pozzetto, Ornella Muti, Lina Volonghi, Felice Andreasi, Massimo Boldi, Gabriele Tinti       | Um empresário viúvo se apaixona por uma ex-militar trans                                                                        |
| O Olho Mágico do Amor                          | José Antônio Garcia, Ícaro Martins                 | Brasil                      | Comédia, Drama          | Tito Alencastro, Tânia Alves, Hércules Barbosa, Arrigo Barnabé, Carla Camurati, Walter Casagrande  | |
| Only When I Laugh                              | Glenn Jordan                                       | EUA                         | Comédia, Drama          | Marsha Mason, Kristy McNichol, James Coco, Joan Hackett, David Dukes, John Bennett Perry           | |
| P4W: Prison for Women                          | Janis Cole, Holly Dale                             | Canadá                      | Documentário            | | Segue a rotina dentro de uma penitenciária feminina                                                                             |
| Polyester                                      | John Waters                                        | EUA                         | Comédia                 | Divine, Tab Hunter, Edith Massey, David Samson, Mary Garlington, Ken King                          | A vida de uma dona de casa é devastada quando o marido revela que a traiu, a filha engravida, e o filho é suspeito de violência |
| Pools                                          | Barbara Hammer, Barbara Klutinis                   | EUA                         | Curta, Experimental     | | As diretoras se filmam enquanto nadam em uma piscina                                                                            |
| Os Rapazes das Calçadas                        | Levi Salgado                                       | Brasil                      | Drama                   | Celso Faria, Lia Farrel, Lady Francisco, Fernando José, Ana Maria Kreisler, Fernando Reski         | Um homem de meia-idade procura amor no mundo da prostituição masculina do Rio nos anos 80                                       |
| Sadomanía (El infierno de la pasión)           | Jesús Franco                                       | Espanha, Alemanha Ocidental | Suspense, Erótico       | Ajita Wilson, Andrea Guzon, Ursula Buchfellner, Antonio Mayans, Uta Koepke, Ángel Caballero        | [ 27 ] |
| Sidney Shorr: A Girl's Best Friend             | Russ Mayberry                                      | EUA                         | Drama, Comédia          | Tony Randall, David Huffman, Tom Villard, Lorna Patterson, Kaleena Kiff, Ann Weldon                | Um homem gay de meia idade faz amizade com uma mãe solteira e sua filha                                                         |
| Söhretin Sonu                                  | Orhan Aksoy                                        | Turquia                     | Drama, Romance          | Bülent Bilgiç, Ekrem Bora, Bülent Ersoy, Semsi Inkaya, Yusuf Sezgin, Serpil Çakmakli               | Uma semi-autobiografia sobre Bülent Ersoy e sua vida após sua cirurgia de redesignação sexual trad. Fim da Fama                 |
| Synch Touch                                    | Barbara Hammer                                     | EUA                         | Curta, Experimental     | | [ 30 ] |
| O Torturador                                   | Antônio Calmon                                     | Brasil                      | Ação                    | Jece Valadão, Otávio Augusto, Vera Gimenez, Rodolfo Arena, Ary Fontoura, John Herbert              | |
| Les uns et les autres                          | Claude Lelouch                                     | França                      | Musical, Drama          | Robert Hossein, Nicole Garcia, Geraldine Chaplin, Daniel Olbrychski, Jorge Donn, Fanny Ardant      | |
| El vicari d'Olot                               | Ventura Pons                                       | Espanha                     | Drama                   | Enric Majó, Enric Cusí, Maria Aurèlia Capmany, Marina Rossell, Núria Feliu, Carla Cristi           | . trad. O Vigário de Olot |
| Wie de Waarheid Zegt Moet Dood                 | Philo Bregstein                                    | Países Baixos               | Documentário            | Alberto Moravia, Laura Betti, Maria Antonietta Macciocchi, Bernardo Bertolucci, Nino Marazzita     | Feito sete anos após seu falecimento, usa a vida e a arte do diretor italiano Pier Paolo Passolini para explicar sua morte      |
| The Woman Inside                               | Joseph Van Winkle                                  | Canadá, EUA                 | Drama                   | Gloria Manon, Dane Clark, Joan Blondell, Michael Champion, Marlene Tracy, Jackie Vernon            | Veterano da Guerra do Vietnã decide fazer uma cirurgia de redesignação sexual                                                   |
| Zorro, The Gay Blade                           | Peter Medak                                        | EUA                         | Comédia                 | George Hamilton, Lauren Hutton, Brenda Vaccaro, Ron Leibman, Donovan Scott, Helen Burns            | |